# 2e cérémonie des Rubans d'argent
La 2e cérémonie des Rubans d'argent, organisée par le syndicat national des journalistes cinématographiques italiens, s'est déroulée en 1947. 

## Palmarès

### Meilleur film
- Païsa de Roberto Rossellini

### Meilleur réalisateur
- Roberto Rossellini pour Païsa

### Meilleur sujet
- Suso Cecchi D'Amico, Piero Tellini et Luigi Zampa - Vivre en paix

### Meilleure actrice
- Alida Valli - Eugénie Grandet

### Meilleur acteur
- Amedeo Nazzari - Le Bandit

### Meilleure actrice dans un second rôle
- Ave Ninchi - Vivre en paix

### Meilleur acteur dans un second rôle
- Massimo Serato - Le soleil se lèvera encore

### Meilleure photographie
- Domenico Scala et Václav Vích - Daniele Cortis

### Meilleurs décors
- Maurice Colasson et Gastone Medin - Eugénie Grandet

### Meilleure musique de film
- Renzo Rossellini - Païsa

### Meilleur documentaire
- Bambini in città de Luigi Comencini

### Prix spécial pour des valeurs expressives particulières
- Aldo Vergano - Le soleil se lèvera encore

### Prix spécial du meilleur nouvel acteur
- Walter Chiari - Confession dans la nuit